# Concert de dessins
Les concerts de dessins sont des performances scéniques au cours desquelles un ou plusieurs dessinateurs réalisent des œuvres, en même temps qu'un concert musical est tenu. Les productions dessinées peuvent suivre, ou non, les mouvements musicaux.

## Origine
Créée en janvier 2005 en première mondiale à Angoulême sur une idée de Zep et Benoît Mouchart avec la complicité d'Areski Belkacem, cette performance vivante, proposée sous la forme d’un véritable spectacle de scène, permet au public d’assister en direct à la création d’une bande dessinée, réalisée par des auteurs au sein d’un show intime, qui est pour l’occasion accompagné d’une musique originale, elle aussi interprétée en direct.
L’organisation initiale des premiers Concerts de dessins en janvier 2005, construits en forme d’hommage au génial Winsor McCay et à son héros Little Nemo, dont c’était alors le centième anniversaire, avait permis de mettre en évidence l'engouement du public pour la magie du dessin « live », saisi au moment de son surgissement.
Plusieurs représentations du Concert de dessins sont désormais proposées chaque année au public au cours des quatre journées du Festival international de la bande dessinée d'Angoulême, afin de permettre à un grand nombre de spectateurs d’y assister.

## Concept
L’exécution des cases par les dessinateurs, qui suivent les indications d’un scénario écrit au préalable, est filmée par des caméras placées au-dessus des planches à dessin, et projetée en direct sur un écran géant disposé au-dessus de la scène, à l’attention des spectateurs. Ceux-ci peuvent ainsi suivre pas à pas la naissance des images, un trait après l’autre, et voir l’histoire progresser jusqu’à son terme.
Ce concept, qui concerne donc la réalisation en direct et en musique d'une séquence de dessins narratifs, a été déposé par le Festival international de la bande dessinée. Le terme "Concert de dessins" ne peut donc pas s'appliquer à un concert illustré en direct.

## Spectacles
- « Concert de dessins : Le triomphe de l'amour », scénario de Charles Berberian, musique d'Areski Belkacem (Angoulême, 2011)
- « Concert de dessins : Destin», scénario de Zep, musique d'Areski Belkacem (Angoulême et Paris, 2010)
- « Concert de dessins : La Nourriture du paradis », d'après un conte soufi raconté par Brigitte Fontaine, scénario de Dupuy-Berberian, avec Alfred, Hervé Tanquerelle, Ludovic Debeurme, Clément Oubrerie, Ville Ranta, Hervé Bourhis, Bastien Vivès, Dupuy, Berberian, Tanxxx et Jean-Louis Tripp, musique d'Areski Belkacem, avec Brigitte Fontaine, Bobby Jocky, Dondieu Divin et Frédéric Deville, mise en scène de Benoît Mouchart (Angoulême, 2009).
- « Concert de dessins : Tango », d'après un scénario de Lewis Trondheim, avec Lewis Trondheim, Alfred, Zep, Clément Oubrerie, Ville Ranta, Bastien Vivès, Dupuy, Berberian, José Muñoz et Jean-Louis Tripp, musique d'Areski Belkacem, avec Haydée Alba, Bobby Jocky, Dondieu Divin et Fernando Fiszbein, mise en scène de Benoît Mouchart (Angoulême, 2008).
- « Concert de dessins : Duel », d'après un scénario de Lewis Trondheim, avec Lewis Trondheim, François Schuiten, Zep, Fred Bernard, Ville Ranta, Ludovic Debeurme, Dupuy, Berberian, O'Groj, Jean-Louis Tripp et Régis Loisel, musique d'Areski Belkacem, avec String machine et Yan Péchin, mise en scène de Benoît Mouchart (Angoulême, 2007).
- « Concert de dessins : La souris de Burbanks », d'après un scénario de Zep, avec Zep, Blutch, Hervé Tanquerelle, Grégory Mardon, Ludovic Debeurme, Vincent Sardon, Dupuy, Berberian, Jeff Pourquié, O'Groj, Cosey, Stan et Vince, Edmond Baudoin et Régis Loisel, sur une musique d'Areski Belkacem, avec String machine, mise en scène de Benoît Mouchart (Lausanne, 2005 et Angoulême, 2006).
- « Concert de dessins : Little Nemo », d'après un scénario de José-Louis Bocquet et Thierry Smolderen inspiré de Winsor McCay, avec Zep, Nicolas de Crécy, Blutch, Johan De Moor, Dupuy, Berberian, O'Groj, Stan et Vince, Jean-Christophe Chauzy sur une musique d'Areski Belkacem, avec String machine, mise en scène de Benoît Mouchart (Angoulême, 2005).

## Vidéo
Un montage de quelques minutes du spectacle 2006 est visible sur youtube ... Les répétitions et le making-off de la session 2009 avec Brigitte Fontaine et Areski Belkacem sont également visibles sur ce même site .

## Article
http://www.lexpress.fr/culture/livre/bd/le-dessin-sort-de-sa-bulle_844785.html